# NGC 3382
NGC 3382 est une paire d'étoiles située dans la constellation du Petit Lion. L'astronome irlandais Lawrence Parsons a enregistré la position de cette étoile 5 avril 1874.